# XHamster
xHamster es una web de contenido pornográfico fundada en el año 2007, con sede en Limasol, Chipre. En noviembre de 2015, se encontraba en la posición número 72 en el listado mundial del top 100 de sitios de internet del ranking Alexa. Con más de 30 millones de usuarios es la primera página de este estilo más visitada del mundo, por delante de XVideos y Pornhub. 
La página es conocida también por producir The Sex Factor, un reality en el cual hombres y mujeres compiten para convertirse en estrella porno. La página también fue puesta en la mira debido a campañas de publicidad maliciosas y varios gobiernos han bloqueado a xHamster como parte de una iniciativa en contra de la pornografía en línea.

## Historia
A principios del año 2007 un grupo de individuos decidieron crear un nuevo sitio para vídeos adultos en internet y así el 2 de abril de ese mismo año xHamster es lanzado. xHamster fue pensado como una red social, uno de sus representantes ha dicho que la organización del contenido de la página fue pensada de manera que las personas pudieran chatear en la plataforma, intercambiar fotografías eróticas y vídeos amateurs y de esa manera hacer amigos en la red y tal vez hasta encontrar nuevas oportunidades para relaciones íntimas. Ya para el año 2015 el sitio había sobrepasado 10 millones de miembros, posicionando a xHamster como la tercera página de pornografía más vista en internet, justo detrás de XVideos y Pornhub. En mayo del año 2016 se estrenó The Sex Factor, una serie al estilo reality de competencia en donde hombres y mujeres compiten por ser nombrados la próxima gran estrella porno.
xHamster se ha visto envuelto en varias campañas que buscan denunciar la cultura de la violación y en ocasiones ha restringido el acceso a su sitio y eliminado contenido como respuesta a problemáticas políticas que conciernen a la comunidad LGBTQ. Durante abril del año 2016 xHamster bloqueó el acceso a su página a usuarios con direcciones IP establecidas en Carolina del Norte, EE. UU. como forma de protesta al gobierno estatal de Carolina del Norte quien aprobó una ley que denegara a sus condados y ciudades la habilidad de aprobar leyes que protegiesen a la comunidad LGBTQ En respuesta al veredicto del afamado caso de violencia sexual estadounidense, People v. Turner, xHamster instituyó la "Regla Brock Turner ", la cual prohibió vídeos de violación, incluyendo aquellos que incluían escenas de sexo con personas inconscientes o bajo el efecto de la hipnosis.
En agosto de 2016, Alex Hawkins, el vicepresidente de xHamster, dijo que xHamster patrocinaría el viaje de Brendan Dassey a Wrestlemania. Alex Hawkins dijo que xHamster está feliz de hacer que el sueño de Brendan de ir a Wrestlemania se haga realidad. Agregó que habían estado hablando con la familia y que estaban “más que emocionados” de que Brendan va a tener la oportunidad de realizar su sueño después de tantos años de angustias e injusticias. La iniciativa original fue de la página change.org.
Durante el eclipse solar del 21 de agosto de 2017, xHamster vio un notable declive en el uso del sitio, sobre todo en las ciudades que fueron afectadas a más alto grado por el eclipse. Las ciudades que pudieron observar el eclipse total como Nashville, vieron su audiencia bajar hasta un 43 %. Charleston y Portland vieron bajas del 36 % y 35 % respectivamente, aunque luego del eclipse los números volvieron a incrementar, un 85 % en Charleston y 63 % en Portland. Las ciudades que no experimentaron oscuridad total pudieron observar un cambio mucho menos dramático, ciudades como Nueva York y Los Ángeles vieron solo un declive de 15 % de su audiencia.
En agosto de 2017 xHamster envió una carta a las creadoras de Sense8, las hermanas Lilly y Lana Wachowski, para pedir la oportunidad de producir la tercera temporada de la serie. Sense8 era originalmente producida por Netflix, quienes decidieron no renovar la serie para una tercera temporada. Lana Wachowski dijo que estaban creando contenido para la tercera temporada con la esperanza de que alguien quisiera renovar la serie. En su carta a los creadores, Alex Hawkins escribió que «xHamster tiene un largo historial de lucha por los derechos de la expresión sexual y la sexualidad no normativa. Además de permitir miles de millones de usuarios conectar con expresiones individuales de género y sexualidad, seguimos animando a nuestro público a alzar la voz contra las leyes represoras anti-LGBTQ de EE. UU. y el extranjero, y a favor de la educación sexual en las escuelas públicas, la planificación familiar y los derechos de las trabajadoras sexuales». Hasta el momento no hay respuesta oficial pero las hermanas Wachowski que no han cerrado las puertas a la oportunidad de seguir con la serie si Netflix liberara los derechos.
Stormy Daniels fue la estrella porno más buscada en xHamster en el primer trimestre de 2018. El tráfico en xHamster.com aumentó en un 5 % en los EE. UU. y un 7 % en Washington D. C. durante su entrevista de 60 minutos con Anderson Cooper. El vicepresidente Hawkins llegó a la conclusión de que la empresa "rara vez había visto algo así" antes.
En mayo de 2018 “La Manada” fue uno de los términos más buscados en xHamster. Este término estaba asociado con el caso de abuso sexual Español “La Manada.” Debido a esta connotación xHamster aseguró que un vídeo mostrando el supuesto crimen de los cinco hombres acusados nunca había sido publicado en la página.
En agosto de 2018, xHamster lanzó un "fondo xHamster" para Mujeres de $25,000 dólares para expandir el contenido de la categoría "Porno para mujeres" del sitio. Según el vicepresidente de xHamster, Alex Hawkins, el objetivo del fondo es aumentar la disponibilidad del porno para las mujeres espectadoras, así como resolver la discrepancia entre los visitantes del sitio: el 25 % se identificaban como mujeres pero el 95 % del contenido del sitio estaba dirigido a un público masculino. Las presentaciones de los participantes fueron juzgadas por "un equipo rotativo de jueces identificados como mujeres compuesto por: fans, estrellas del porno, periodistas y empleadas de xHamster". A partir del 1 de septiembre, las cineastas amateurs y los profesionales que se identifican como mujeres pueden solicitar subvenciones de entre 500 y 10.000 dólares. Las películas estarán disponibles de forma gratuita y sin intereses en xHamster. Mientras que otros sitios pornográficos importantes han buscado en los últimos años atraer a las mujeres espectadoras, xHamster parece ser el primer sitio pornográfico importante que ofrece un incentivo monetario para esto.
En septiembre de 2018, el sitio web publicó un mapa en línea interactivo titulado: "Legendary Porn Theaters of NYC". Éste marca las locaciones donde estuvieron los teatros pornográficos más famosos de la ciudad de Nueva York en los años 70. Muchos de los lugares fueron clausurados por la ciudad en los años 80. Incluían teatros con proyección de películas pornográficas, salones de masajes y librerías para adultos.
Un año después de que el huracán María azotara a Puerto Rico en 2017, xHamster publicó datos que muestran que el tráfico de red de uso del sitio desde Puerto Rico se redujo en una quinta parte en comparación con los niveles anteriores al huracán. El Vicepresidente Alex Hawkins afirmó que el retraso en la audiencia indicaba que el país, a diferencia de algunas afirmaciones hechas por funcionarios, aún no había vuelto a los estándares de vida normales anteriores al huracán, incluido el acceso fiable a la electricidad y la privacidad.
No-Nut November es un desafío de Internet que tuvo lugar en Reddit que reta a los hombres a abstenerse durante la masturbación de llegar al punto del orgasmo. En 2018, xHamster lanzó una campaña contra No-Nut November llamada “Nut November", que promocionaron con el hashtag #yesfap. El 6 de noviembre el sitio publicó en su cuenta de Twitter que comenzaron a recibir mensajes de odio y amenazas de muerte bien diseñadas en respuesta a su contra-campaña, incluyendo una imagen que decía "Los pornógrafos deben morir".
Después de que el fotógrafo danés Andreas Hvid publicara una polémica fotografía suya y de una mujer sin nombre que yacía desnuda en la Gran Pirámide de Guiza a finales de 2018, xHamster tuiteó en apoyo de Hvid, animándole a continuar sus actividades pornográficas con la ayuda del sitio.
En un caso gracioso de “fotobomba” en los Globos de Oro de 2019 Kelleth Cuthbert (modelo de Wilhelmina y embajadora de la marca Fiji Water) se hizo viral en Twitter al aparecer repetidamente detrás de los actores en la alfombra roja. Cuthbert fue vista llevando una bandeja de botellas de agua de Fiji detrás de actores como Jim Carrey y Jamie Lee Curtis. En Twitter, xHamster ofreció a la embajador de la marca Fiji, Cuthbert, una propuesta de contrato de 100.000 dólares para "mantener a nuestros actores completamente hidratados".
En apoyo a los funcionarios de EE. UU. durante el cierre del gobierno en 2019, el sitio ofreció a todos los empleados del gobierno acceso a todo el contenido pornográfico de primera calidad durante el cierre.
Como parte de un chiste del Día de los Inocentes en el 2019 xHamster lanzó un plan para abrir una cadena de más de 18 cafeterías llamada "xHamster con crema", ofreciendo a los visitantes "bebidas personalizadas para adultos, WiFi gratis y sin filtro". La broma fue impulsada en parte como respuesta a la prohibición de WiFi para adultos en 2018 en todas las tiendas de Starbucks.
xHamster ofreció servicios premium gratuitos a todos los pasajeros y ex empleados de la aerolínea Thomas Cook después del colapso de la compañía en septiembre de 2019.

## Sitio web
xHamster ofrece una gran variedad de videos pornográficos, fotos y literatura erótica agrupados en categorías que responden a diferentes fetiches y preferencias sexuales. Los usuarios que deciden subir contenido a la página seleccionan su ubicación de una lista de categorías. La categoría más popular es la amateur con el 30 % de los vídeos subidos cayendo en la misma. En lo que respecta a contenido gay las cargas más populares son en las categorías "pollas grandes" y "sin condón". En Estados Unidos el estado que ve menos porno según xHamster es Oregón con menos de 1.5 horas vistas a la semana mientras que Virginia del Oeste tiene la mayor cantidad de audiencia en esta categoría con 3.3 horas a la semana. La cantidad de usuarios mujeres en estos momentos (2018) asciende hasta el 26 % con una tendencia a hacia el incremento. En el año 2017 la página indicó que hubo un incremento del 2.4 % de visitas hechas por mujeres a la página y que la categoría más buscada en los Estados Unidos fue “Papi” mientras que la categoría “Mamá” figuró como número uno a nivel mundial. Durante el día de San Valentín xHamster obtuvo las cifras de navegación de las mujeres que usaron la página ese día en Estados Unidos. Según lo que se pudo observar en 17 de los 50 estados del país la categoría ‘solo-mujeres’ fue la más popular este día. Aparte de los vídeos pregrabados los usuarios pueden también ver stream en vivo de modelos pagadas. Las modelos pueden interactuar con los usuarios mediante el uso del servicio de chat en línea. Las modelos también pueden activar un botón de "propinas", el cual permite a los usuarios donar un poco de dinero extra a las modelos. xHamster acepta Bitcoins como forma de pago lo cual (a diferencia de tarjetas de crédito) ofrece total anonimato. La plataforma ha agregado un modo "Nocturno" que baja el brillo de la pantalla cuando está activado. Desde el año 2017, xHamster utiliza un modelo de Inteligencia Artificial que escanea el material de la página para ayudar al individuo encontrar sus preferencias de manera más rápida y eficaz. Como respuesta a la demanda de más material relacionado con la tecnología, xHamster creó una plataforma de Realidad Virtual para explorar oportunidades asociadas con técnicas de RV en la industria pornográfica. En agosto de 2018, el sitio web fue incluido en el número siete en la lista del Daily Dot de los diez mejores sitios de pornografía gratuitos en Internet.
xHamster también contiene varias características de red social. Los usuarios tienen perfiles detallados que incluyen su género y foto al igual que cualquier contenido que hayan subido ellos al sitio.  El contenido posee la opción de valoración y comentarios y los usuarios pueden relacionarse entre ellos agregando "amigos" o suscribiéndose al contenido de otros usuarios. Los ajustes de privacidad permiten que varias partes del perfil de usuario no sean visibles sino para ciertos miembros, al igual que permite bloquear a usuarios y filtrar los mensajes privados. Los usuarios también pueden verificar su identidad enviando una foto de sí mismos con su nombre de usuario, esto les concede una estampilla en su perfil.
A diferencia de las principales redes sociales como Facebook y YouTube, los sitios pornográficos enfrentan una serie de regulaciones legales adicionales y un estigma social persistente. Un artículo de OneZero publicado por Medium detalla muchas discrepancias legales y culturales entre Silicon Valley de Los Ángeles y "Porn Valley", señalando que xHamster cuenta con una “moderación de contenido agresiva" de carga de videos en el sitio. El proceso de carga de videos de xHamster implica I.A. (Inteligencia Artificial) para la revisión de contenido, examen regular del personal y “una legión de voluntarios […] que revisan las cargas a cambio de recompensas en el sitio, así como la salud de la comunidad”, dijo Alex Hawkins a OneZero en noviembre de 2019. Los chats de los usuarios de xHamster "también se supervisan periódicamente para garantizar que cumplan con las políticas del sitio".

### HTTPS
En enero del 2017 xHamster se convirtió en uno de los primeros sitios de entretenimiento adulto importante en incorporar el cifrado HTTPS. HTTPS ofrece privacidad, protección de malware e integridad en intercambio de información. Alex Hawkins ha dicho que una de las razones por las cuales se agregó el cifrado HTTPS a xHamster fue porque la página recibe millones de visitas de países en los que la pornografía es ilegal.

### Seguridad
En abril del año 2013 el investigador Conrad Longmore encuentra que tanto xHamster como PornHub fueron víctimas de ataques de publicidades maliciosas con contenido malware. En septiembre del año 2015 xHamster vuelve a ser azotada por publicidad maliciosa junto a YouPorn y PornHub. TrafficHaus reportó que esto podría haber sido el resultado de una brecha de seguridad. El 28 de noviembre del siguiente año los nombres de usuario, correos electrónicos y contraseñas de 380,000 usuarios fueron robados.
En un esfuerzo por mantener el anonimato de los usuarios, xHamster declaró en una entrevista de Men's Health que cuando envían datos de los espectadores a grupos de marketing y análisis limitan el acceso de terceros a la información del usuario. Aunque estas medidas de seguridad no eliminan necesariamente la posibilidad de vincular una "huella digital" y la dirección IP de la identidad de un usuario, xHamster afirma que no identifica activamente a las personas, a menos que uno decida "optar por proporcionar información más personal e identificable”.

### Educación sexual
En respuesta a la sentencia del estado de Utah negando el proyecto de ley de educación sexual en febrero del 2017, en xHamster pudo observarse un popup a visitantes de dicho ofreciendo la serie de educación sexual producida por xHamster "The Box". El proyecto de ley 215 rechazado habría permitido a los padres elegir entre un programa educativo integral si no les parecía bien el existente, que se basa en la abstinencia que es común en Utah. Este proyecto de ley enfrentó oposición debido a que animaba a los niños a expresar deseos sexuales y enseñaba a los niños cómo tener relaciones sexuales.
En abril del año 2017, en respuesta a la decisión del Presidente Trump de permitir que los estados le negaran financiamiento a Planed Parenthood (una organización sin fines de lucro que proporciona atención médica de salud sexual y abortos, involucrada en el escándalo de la venta de restos de fetos abortados), xHamster dijo que estarían agregando información a su página acerca de esta organización con un popup animando a las personas a realizar donaciones a dicha organización.

### Productos
En noviembre del años 2016 la compañía lanzó su propia cerveza llamada xHamster beer. Es una cerveza Ale de estilo Triple 8.5 % ABV que está disponible por 3.90 EUR por .5 litros. La cerveza estuvo agotada durante los primeros cinco días de su lanzamiento.
En mayo del año 2017 xHamster entró en asociación con el inventor Holandés Moon Neimeijer para crear Minimeyes. Minimeyes es un dispositivo de  sensor de movimiento Bluetooth que utiliza sensores infrarrojo para vigilar la habitación en la que se encuentra. Si Minieyes detecta un intruso manda una señal al ordenador de cerrar todas las ventanas y apagar el sonido cuando el intruso esté en el área de cobertura.
En junio del año 2017 xHamster creó su propia Muñeca sexual y la llamó xHamsterina. Alex Hawkins dijo: "a nuestro usuarios les encante ver porno pero la mayoría lo ve de forma solitaria, así que nos asociamos con los expertos en iDoll para crear la compañera perfecta para el hombre moderno." La muñeca fue creada con las preferencias de los usuarios en mente.
Desde octubre de 2017, xHamster ha iniciado una campaña para aquellas personas que tengan un ‘búnker apocalíptico’. Una vez confirmado que la persona tenga un verdadero búnker recibirían algunos de los productos de la compañía y vídeos de forma gratuita.

### Censura
xHamster ha sido bloqueada en varias regiones. En agosto de 2015 el gobierno de la India, junto a T-Series, dio la orden a los proveedores de servicio de Internet de bloquear ciertas páginas, entre ellas xHamster. En Rusia, un tribunal local en la República de Tatarstán votó a favor de bloquear xHamster y otros sitios web pornográficos en abril de 2014; el voto se pasó al supervisor de medios estatales al año siguiente.
Legislaciones para restringir páginas pornográficas incluyen esfuerzos por reducir incidentes de tráfico humano lo que puede obligar a los fabricantes electrónicos a instalar filtros de contenido para restringir el material "obsceno". Sin embargo, las organizaciones que apoyan la libertad de expresión se han manifestado en contra de los esfuerzos para incluir sitios pornográficos como xHamster que recibe 125 millones de clics de Tailandia y 95 millones de clics de usuarios en Turquía, países en los que el sitio está prohibido.
Otro esfuerzo por la censura de xHamster tiene sus cimientos en la neutralidad de red mediante la cual los gobiernos pueden restringir ancho de banda a varias categorías de Internet. Alex Hawkins de xHamster dijo sobre esto "Como empresa internacional, todos los días podemos ver cómo los gobiernos restrictivos usan herramientas regulativas, como la limitación del tráfico, para limitar el acceso no solo a la pornografía sino también al discurso político".
En septiembre de 2018, en respuesta a las protestas públicas por la violación y el asesinato de una joven nepalí, el gobierno de Nepal anunció la prohibición de los sitios web pornográficos. Unas semanas más tarde, xHamster publicó un gráfico que mostraba que después de una ligera caída en el uso, el tráfico del sitio web desde Nepal resurgió a niveles anteriores. India volvió a bloquear xHamster a finales de 2018. Las discusiones de noticias sobre el porno citaron tanto los datos de xHamster sobre Nepal como los datos del sitio sobre el tráfico desde China después de la prohibición de la pornografía en ese país en 2018, lo que resultó en una disminución del 81 por ciento en los visitantes de China al sitio xHamster.
En un plan para promover "relaciones, sexo y consentimiento saludables", la Junta Británica de Clasificación de Películas (BBFC) anunció en enero de 2019 que requeriría que los sitios web que alojan pornografía como xHamster implementen la "rigurosa" verificación de edad de terceros antes de la entrada en la web. Esta medida legal fue diseñada para restringir el acceso a la pornografía en Internet solo a los espectadores mayores de edad, que son los 18 años en el Reino Unido. Una alternativa a la verificación directa de la edad es la opción de comprar un "pase de pornografía" en un minorista designado del Reino Unido, lo que permite a los espectadores mayores de 18 años confirmar su edad de forma anónima.
Los proveedores de pornografía, productores, actores y defensores de los derechos civiles, además de criticar los problemas técnicos y las amenazas de la privacidad de la nueva ley del Reino Unido, afirman que la audiencia de menores de edad se deriva de problemas sociales más amplios que la nueva ley dejó sin resolver. Probablemente asociado con la fecha prevista de promulgación de la norma del Reino Unido, el 15 de julio de 2019, la audiencia de xHamster aumentó considerablemente en el Reino Unido en los meses anteriores.
Después de la tercera demora para las regulaciones de verificación de edad planeadas en el Reino Unido, el secretario de Cultura del Reino Unido, Jeremy Wright, anunció a fines de junio de 2019 que, además de la demora, desconfiaba de cómo la promulgación y el cumplimiento de las reglas nacionales de verificación de edad variarían mucho de una nación a otra "como la Europa anterior a la UE".
En enero de 2020, el representante del estado de Utah, Brady Brammer (R-Highland), patrocinó un proyecto de ley que requeriría una "señal de advertencia" en "contenido para adultos" en un esfuerzo por informar a los espectadores potenciales de los supuestos peligros asociados con el consumo de pornografía en los jóvenes. FOX 13 de Salt Lake City informó que el concepto de "señal de advertencia" fue "modelado a partir de las señales de advertencia de productos tóxicos de California". xHamster 'troleó' a la Legislatura del Estado de Utah agregando una señal visible para todos los espectadores de Utah, que decía: "Advertencia: El uso de la pornografía puede reducir el estrés, aumentar la felicidad y reducir las tasas de embarazo adolescente, divorcio y agresión sexual. Sin embargo, es solo para adultos ". El 18 de febrero de 2020, la Legislatura del Estado de Utah aprobó la propuesta y se hizo ley.

### Infracciones de Derechos de Autor
En el año 2011, xHamster fue demanada por Fraserside Holdings, Ltd., un productor de películas para adultos y subsidiario de  Private Media Group Inc. Fraserside y Private alegaron que XHamster había infringido sus derechos de autor mediante la transmisión de copias de videos adultos a través de Internet. Fraserside presentó el caso en Iowa, y en 2012 el juez Mark Bennett determinó que los tribunales de EE. UU. carecían de jurisdicción sobre xHamster porque es una compañía con sede en Chipre que "no tiene oficinas en Iowa, no tiene empleados en Iowa, no tiene número de teléfono en Iowa [;]. .. xHamster no anuncia en Iowa [;] Ningún oficial o director de xHamster ha visitado Iowa [; y] ... Todos los servidores de xHamster se encuentran fuera de los Estados Unidos". El caso fue desestimado.

### Participación de celebridades
Como parte de su campaña publicitaria xHamster publica oportunidades de trabajo por internet para celebridades que estén de interés en el momento. En noviembre de 2017 xHamster, a través de Twitter, ofreció trabajo a Julie Briskman como representante de marketing y social media. Esto vino después del despido de Briskman por haber hecho un gesto obsceno al presidente de Estados Unidos (Donald Trump) al pasar al lado de su caravana en bicicleta. En mayo de 2018, después de que el rapero Drake fue acusado por Pusha T en una canción de negar el parentesco de un hijo, xHamster notó que búsquedas en la página de la actriz porno Rosee Divine (la madre en cuestión) habían subido 2700 %. Debido a esto xHamster ofreció a Divine ser una modelo y portavoz oficial para la página. En junio de 2018 la rapera australiana Iggy Azalea también recibió una oferta de trabajo luego de colgar vídeos de sí misma haciendo twerking en las redes sociales.
En septiembre del año 2016, Alex Hawkins habló en nombre de xHamster para confirmar que habían comprado el vídeo porno que en presunto contenía imágenes de la actriz estadounidense Alexis Arquette, el cual fue puesto en venta por un examante al corto tiempo de la muerte de la misma. xHamster destruyó todas las copias del vídeo, anunciando que "La Señorita Arquette fue un ícono y activista para la comunidad trans y no podíamos ver que alguien manchara su recuerdo de la manera que el vendedor intentaba”.
En febrero del año 2017, xHamster  sostuvo audiciones para encontrar actores con parecido tanto al presidente de EE. UU. Donald Trump, como a los miembros de la familia Trump, y los miembros de su gabinete. Los ganadores serán elegidos para participar en películas de parodia pornográficas. Alex Hawkins dijo, "no hay nada que el público americano necesite más que contenido adulto paradójico de calidad para ayudarles a entender el paisaje cambiante de la rama Ejecutiva del Gobierno". En marzo del año 2017 John Brutal, una enfermero de diálisis natural de Minesota, fue seleccionado como el ganador del papel de Donald Trump.
Tras la emisión de una película de Lifetime Network al estilo documental, llamada “Surviving R.Kelly”, xHamster informó de un aumento del 388 % en las búsquedas relacionadas con R.Kelly desde enero de 2019. La película muestra el arresto, juicio y absolución de R.Kelly por cargos de pornografía infantil entre 2002 y 2008. Censurado desde el sitio web de xHamster, el "infame" video sexual muestra al artista de hip-hop teniendo relaciones sexuales con, y orinando sobre, una menor de edad. En un intento de reprender a los espectadores que buscan la cinta sexual, xHamster denunció a los que buscan la cinta como "ilegales" e "inmorales". xHamster enfatizó en su declaración pública que buscar el video puede incluso ser "revictimizar a un menor que no pudo dar su consentimiento".
Después de que en mayo de 2019 se filtraran en Twitter fotografías de desnudos de una sesión de fotos de Iggy Azalea en la revista GQ de 2016, xHamster defendió el derecho del rapero a evitar la accesibilidad generalizada de las imágenes. En una entrevista con The Blast en mayo de 2019, Alex Hawkins afirmó que difundir y ver las fotos robadas es "una violación de los derechos de Iggy". Hawkins también declaró que xHamster se había "puesto en contacto con el equipo de gestión de Iggy Azalea" y que "aumentará el control sobre las fotos de Iggy y palabras clave relevantes, y estamos pidiendo a nuestra comunidad que nos avise si detectan las fotos".
Más de cuatro años después de retirarse del porno, Mia Khalifa sigue siendo una de las actrices femeninas más buscadas en xHamster con más de 780 millones de visitas, según un artículo del Washington Post de 2019. Khalifa es conocida por protagonizar una película en la que usa un hiyab, lo que generó críticas públicas e incluso amenazas de muerte de la organización terrorista ISIS.

### Coronavirus
A principios de la pandemia mundial COVID-19, xHamster ofreció acceso Premium gratuito hasta finales de marzo a los lugares más afectados por el virus como Teherán, Irán; Daegu, Corea del Sur; Wuhan China; las regiones de Lombardía y Véneto del norte de Italia; y Adeje, Islas Canarias. La empresa emitió la oferta a través de su página oficial de Twitter con el lema "Manténgase seguro con xHamster". En marzo de 2020, Vice informa que xHamster fue testigo de un "aumento abrumador" en las nuevas suscripciones de usuarios en las ciudades y regiones mencionadas anteriormente que "superó la capacidad de xHamster en la aprobación nuevas cuentas".
A medida que se propagaba la pandemia de COVID-19, la pornografía con temas de coronavirus comenzó a aparecer en xHamster y otros sitios a principios de marzo de 2020.
Tras las cuarentenas internacionales, las prohibiciones de viaje y las órdenes de quedarse en casa en todo el estado a principios y mediados de 2020, muchos minoristas de juguetes sexuales, plataformas de cámaras en vivo y sitios de transmisión informaron un tráfico y ventas récord. Junto con este auge en cuarentena hay un marcado cambio hacia la producción amateur en plataformas de acceso pago como xHamsterLive Sex Webcams, FanCentro y OnlyFans. Este cambio ha dado lugar a mayores beneficios, flexibilidad y licencias creativas concedidas a los artistas intérpretes o ejecutantes.

## Tendencias de los usuarios
En septiembre del año 2018, el sitio publicó las siete categorías pornográficas más populares entre las mujeres usuarias del sitio: "cunnilingus", "vibradores" y "comer coño" marcaron las tres primeras categorías en los rankings. En noviembre de 2018 un ranking de palabras más buscadas en España muestra que "Español", "Complacer", "Maduras", "Madres" y "Ancianas" fueron los términos más buscados por los españoles en xHamster.
De octubre a diciembre del 2018, xHamster informó de un aumento del diez mil por ciento en las búsquedas del término "The Grinch”. Junto con la popularidad de la pornografía de vacaciones y de películas, Alex Hawkins atribuye el fuerte aumento de las búsquedas al reciente remake de Hollywood de la película "El Grinch".
El sitio web informó de una tendencia al alza en las búsquedas de robots sexuales desde 2016 hasta principios de 2019, lo que apunta a un creciente interés en las muñecas sexuales realistas.
En 2019 xHamster informó de unas 40.000 búsquedas al mes de "frenillos", una preferencia asociada con el porno adolescente, pero también se informó de que era un fetiche por sí mismo.
Después de que se emitiera una escena de sexo en un episodio de abril de 2019 de la popular serie de televisión Juego de Tronos, xHamster informó de un marcado salto en la búsqueda de la actriz Maisie Williams y el nombre de su personaje, Arya Stark.
La revista Cosmopolitan publicó, según la encuesta de xHamster a 50.000 encuestados de más de 150 países, que “la mujer ideal de los sueños es una mujer bisexual euro-asiática de 25 años, 1,65m de altura, llamada 'Shy Yume' ”. Esta supuesta mujer “ideal” tiene ojos azules, cabello lacio, oscuro y largo, un tamaño corporal “promedio”, genitales “completamente afeitados” y “no es feminista”.
En 2019, xHamster informó un aumento del 100 % en las búsquedas relacionadas con "piratas" entre el 18 y el 19 de septiembre. La repentina popularidad de las búsquedas con temática pirata, más común entre los usuarios de entre 18 y 35 años, se atribuye en gran medida al "Día Internacional de Hablar como un Pirata", que se celebra los 19 de septiembre.
Después del lanzamiento de la película Guasón (Joker) de 2019, el vicepresidente de xHamster, Alex Hawkins, informó un aumento "asombroso" del 1300 % en las búsquedas relacionadas con "joker/guasón".
En una encuesta de 2020 a 100.000 usuarios de xHamster, la compañía descubrió que los espectadores que se identifican como mujeres son más jóvenes, más fluidas sexualmente y gastan más que los usuarios que se identifican como hombres, incluso cuando miran con menos frecuencia.

### Informes anuales
Basándose en las tendencias de audiencia de 2018, xHamster predice que el número de mujeres espectadoras aumentará en 2019 en más del cuarenta por ciento. Mientras que los términos de búsqueda de gays, bisexuales y mujeres "pesadas" están aumentando; el tráfico en la web para términos como "pelirroja" y "adolescente" está disminuyendo bruscamente. xHamster afirma que estos cambios se deben en gran medida al aumento de espectadoras femeninas y a la normalización del porno entre los Millennials, que "se avergüenzan menos del porno que cualquier otra generación". No sólo está aumentando el tráfico en la web entre las mujeres, sino también la cantidad de porno que se ve en los dispositivos de mano, que representan aproximadamente dos tercios de todos los espectadores de xHamster.
Las tendencias de audiencia del 2019 en el sitio web de xHamster indican un aumento del consumo de pornografía de manera “gratuita” unida también a un aumento de la compra de servicios "premium". El número de nuevas cuentas de usuario de xHamster también ha aumentado considerablemente, lo que indicando una tendencia a “modelos con cámara" privadas y otros "servicios de pornografía de nicho".
En su Informe sobre Sexualidad Digital de 2019, xHamster afirma que existe una correlación estadística "directa" entre el consumo frecuente de porno y la bisexualidad. La encuesta reunió datos de espectadores de "más de 11.000 usuarios con base en EE. UU.", encontrando que la proporción de espectadores regulares de porno que se identifican a sí mismos como gays o bisexuales es siete veces mayor que el porcentaje de ciudadanos de EE. UU. [cita requerida]que se identifican como LGBT, según una encuesta de Gallup de 2018.
En adición, los espectadores que se identifican como gays o bisexuales son más propensos a ver porno a diario que los que se identifican como heterosexuales. [cita requerida]xHamster especula que estos mayores índices de consumo de porno entre los miembros de la comunidad LGBTQ pueden estar relacionados con "un menor estigma asociado a ver" porno junto con un amplio apoyo de base a formas no normativas de expresión sexual "sana". Asociado a estas tendencias, xHamster informa que menos de la mitad de todas las mujeres que se identifican como espectadoras son heterosexuales. El mismo estudio encontró que casi la mitad de todos los espectadores se consideran "muy" o "algo religiosos". Los espectadores religiosos tienen el doble de probabilidades que los no creyentes de gastar más de 1000 dólares en una experiencia de video "en vivo".
En un informe publicado a finales del año 2019 por xHamster, la compañía encontró que más de dos tercios (71,49 %) de todo el tráfico del sitio se accedió a través de dispositivos móviles. Este es un aumento del 12 % con respecto a 2018 y se combina con una tendencia al alza en el porno amateur y de estilo amateur producido en dispositivos móviles. El informe también encontró que se ven más de 100.000 videos, se descargan 1400 videos y se cargan 30 cada sesenta segundos en el sitio.
Un artículo de la revista MEL de 2020 cita la declaración de Alex Hawkins de que el "cambio hacia artistas-productores" está "cambiando drásticamente la industria", lo que resulta en situaciones más "realistas" y tipos de cuerpos "naturales" en la pornografía producida a través de dispositivos móviles. El informe de fin de año de xHamster de 2020 encontró que términos como “tetas naturales” y “hecho en casa real” y situaciones como el voyerismo y el sexo en público “han experimentado un crecimiento masivo” en los últimos años.
Junto con el crecimiento de la producción y el consumo de pornografía portátil, la pornografía de clips cortos, de entre 1 a 5 segundos, ha crecido en los últimos años, migrando a servidores de contenido como Reddit y plataformas como Snapchat. La plataforma de redes sociales, TikTok, ofrece un lugar para acceder a clips cortos de porno suave (del inglés softcore porn) y, en ocasiones hardcore, de pornografía amateur. Aunque la desnudez está oficialmente prohibida en TikTok, el algoritmo de monitoreo de la plataforma no es perfecto, lo que a veces lleva a que el contenido pornográfico se ponga a disposición del público durante varias horas antes de su eliminación.

### Pornografía y millennials
En un artículo de Forbes sobre los desarrollos históricos en la industria del porno, xHamster se destaca por ser pionero en la transmisión en línea desde el 2007. Tras el crecimiento de plataformas de videos gratuitas, se extendieron los temores de que el porno pago resultaría en la muerte de la industria. Se culpó a los millennials (los nacidos entre 1981-1996) por la disminución reportada en el valor neto de la industria de la pornografía en los EE. UU. Si bien la pornografía de acceso pago ha pasado de las películas producidas profesionalmente a la transmisión de clips de aficionados y videos cortos, la audiencia de pornografía paga no ha disminuido. Un artículo de Mashable de febrero de 2020 encuentra que los millennials están, de hecho, "gastando sustancialmente más que las generaciones anteriores".
Mashable también encuentra que "a partir de mediados del 2010, [...] los datos de tendencias del consumidor comenzaron a mostrar que los millennials [...] estaban dispuestos a gastar incluso más que las generaciones anteriores en películas, programas y música". En apoyo de esta afirmación, Mashable informó que los datos de xHamster encuentran que "los compradores millennials gastan aproximadamente el doble que los grupos demográficos más antiguos" y "representan más de la mitad de los consumidores premium de pago de xHamster", lo que lleva a Hawkins a afirmar que "los millennials bien pueden ser los salvadores de la industria del porno".
xHamster cuenta con casi cinco millones de videos etiquetados por diferentes usuarios, Alex Hawkins considera que los términos de búsqueda amplios son ineficaces para encontrar escenas y videos específicos, mientras que la búsqueda a través de filtros de categorías puede resultar más exitosa. En una entrevista con la revista MEL en 2020, Hawkins afirmó que la creación de una cuenta xHamster, ya sea de pago o gratuita, “ayuda a la IA (Inteligencia Artificial) a recomendarte nuevas escenas en función de tus vistas y videos anteriores que te gustaron o no te gustaron, [...] seguir ciertos productores y estrellas, crear colecciones personales y encontrar contenido nuevo de manera más eficiente".